# Phillip Tremelling
Phillip Tremelling es un deportista australiano que compitió en tiro con arco, en la modalidad de arco compuesto. Ganó dos medallas de bronce en el Campeonato Mundial de Tiro con Arco al Aire Libre de 1995, en las pruebas individual y por equipo.

## Palmarés internacional
| Campeonato Mundial al Aire Libre | Campeonato Mundial al Aire Libre | Campeonato Mundial al Aire Libre | Campeonato Mundial al Aire Libre |
| Año                              | Lugar                            | Medalla                          | Prueba                           |
| -------------------------------- | -------------------------------- | -------------------------------- | -------------------------------- |
| 1995                             | Yakarta (Indonesia)              | Medalla de bronce                | Individual                       |
| 1995                             | Yakarta (Indonesia)              | Medalla de bronce                | Equipo                           |